# 草曲
草曲，上游也作江曲，流经中国青海省东南部和西藏自治区东北隅的一条河流，是盖曲的右岸支流。发源于青海省玉树藏族自治州玉树市东南部的由衣玛崩山岭，沿谷底向西南流3千米至宽谷涌钦包，转向南流，经4.1千米入小湖白马海。干流出湖后即转向东南流，至小苏莽乡政府驻地东南左纳西曲后逐渐转南流，进入西藏昌都市卡若区境内，于小苏莽乡莫地滩以北复入青海省玉树市境内，继续南流至青海省与西藏交界处的昌都市卡若区面达乡以西汇入盖曲。河长96.1千米，流域面积1300平方千米，其中青海省境内约1160平方千米，河道平均比降16.6‰。流域内地貌以高山峡谷为主，间有宽谷和小盆地。上游地带山岭多为基岩裸露的石块地；中下游地区牧草生长茂盛，河旁山坡有较多的条块状密灌丛和云杉松柏等林地。流域内经济以牧业为主，下游河谷地带有零星的农田分布。